# 高松鉄道郵便局
高松鉄道郵便局（たかまつてつどうゆうびんきょく）とは、かつて香川県高松市に本局を置いていた郵便局である。

## 概要
本局 - 香川県高松市内町
鉄道郵便局は、日本の郵便局の種類の一つで、鉄道事業者に郵便車を運行させてこれに職員が乗務し、鉄道沿線の郵便局から継送される郵便物を輸送するとともに、郵便車内で郵便物をあて先地域別に区分する業務を行っていた。当局はそのうち四国島内の区間を担当した。

## 沿革
- 1910年（明治43年）
  - 4月1日 - 高松郵便局が高松琴平線を、徳島郵便局が徳島船戸線を所掌[2]。
  - 6月12日 - 高松琴平線が岡山琴平線の内高松琴平間となる[3]。
- 1913年（大正2年）
  - 4月20日 - 徳島船戸線が小松島船戸線となる[4]。
  - 12月20日 - 高松郵便局所掌に多度津観音寺線を追加[5]。
- 1914年（大正3年）3月25日 - 小松島船戸線が小松島池田線となる[6]。
- 1916年（大正5年）4月1日 - 多度津観音寺線が多度津三島線となる[7]。
- 1919年（大正8年）9月1日 - 多度津三島線が多度津入野線となる[8]。
- 1921年（大正10年）6月21日 - 多度津入野線が多度津西条線となる[9]。
- 1923年（大正12年）
  - 5月1日 - 多度津西条線が多度津壬生川線となる[10]。
  - 12月21日 - 多度津三芳線が多度津今治線となる[11]。
- 1924年（大正13年）
  - 11月15日 - 高知郵便局所掌に高知須崎線を追加[12]。
  - 12月1日 - 多度津今治線が多度津松山線となる[13]。
- 1925年（大正14年）12月5日 - 高知須崎線が山田須崎線となる[14]。
- 1926年（大正15年）3月28日 - 岡山琴平線の内高松琴平間が多度津琴平線に、多度津松山線が高松松山線となる[15]。
- 1928年（昭和3年）
  - 4月15日 - 高松郵便局所掌に高松引田線を追加[16]。
  - 10月1日 - 高松郵便局所掌に高松琴平線を追加[17]。
- 1929年（昭和4年）4月28日 - 多度津琴平線が多度津池田線となる[18]。
- 1930年（昭和5年）
  - 4月1日 - 高知郵便局所掌に高知安芸線を追加[19]。
  - 6月21日 - 山田須崎線が杉須崎線となる[20]。
- 1934年（昭和9年）10月28日 - 杉須崎線が東豊永須崎線となる[21]。
- 1935年（昭和10年）
  - 3月20日 - 高松引田線が高松徳島線となる、また小松島池田線を徳島郵便局所掌から高松郵便局所掌に変更[22]。
  - 10月6日 - 高松松山線が高松大洲線となる[23]。
  - 11月28日 - 東豊永須崎線及び多度津池田線を削除、高松郵便局所掌に高松須崎線を追加、また高知安芸線を高知郵便局所掌から高松郵便局所掌に変更[24]。
  - 12月3日 - 高松郵便局鉄道郵便課を設置[25]。徳島郵便局・高知郵便局の鉄道郵便業務をも統合し、四国島内の鉄道郵便業務を一元的に所掌[25]。
- 1936年（昭和11年）
  - 6月1日 - 高知安芸線を削除[26]。
  - 7月1日 - 徳島日和佐線を追加[27]。
- 1939年（昭和14年）
  - 2月6日 - 高松大洲線が高松八幡浜線となる[28]。
  - 11月15日 - 高松須崎線が高松窪川線となる[29]。
  - 12月14日 - 徳島日和佐線が徳島牟岐線となる[30]。
- 1942年（昭和17年）3月26日 - 五郎内子線を追加[31]。
- 1944年（昭和19年）
  - 5月1日 - 高松郵便局鉄道郵便課を昇格し、高松鉄道郵便局を開局[32][1]。
  - 7月21日 - 高松鉄道郵便局が高松市西ノ丸町から高松市新湊町一丁目に移転[33]。
- 1949年（昭和24年）7月1日 - 組織改正
  - 線路区域[34]
    - 高松宇和島線
    - 高松窪川線
    - 高松牟岐線
    - 玉野高松線
    - 小松島池田線
- 1950年（昭和25年）2月21日 - 組織改正、積替駐在設置
  - 線路区域及び積替駐在[35]
    - 高松宇和島線
    - 高松窪川線
    - 高松牟岐線
    - 玉野高松線
    - 小松島池田線
    - 高松桟橋
- 1986年（昭和61年）3月1日 - 四国島内の鉄道郵便線路全廃に伴い、廃止[36]。

## 取扱内容
- 鉄道郵便車に乗務し、車内で区分及び郵袋、小包の積み下ろし事務。
- 駅の郵便室で、郵便物の受け渡し・郵袋や小包の区分事務。